# Isabella Dionísio
Isabella Dioníso de Souza (Brasília, 20 de Janeiro de 1991) é uma atriz brasileira.
Iniciou a carreira no cenário cultural de Brasília onde fez cursos de interpretação, participou de peças de teatro e comerciais de TV. Mudou-se para o Rio de Janeiro  e então fez seu primeiro trabalho na TV, em 2009, ao interpretar Maria Cláudia em Malhação ID.
Depois participou do especial Batendo Ponto. Em 2011, contratada da Rede Record, fez Dália na novela Ribeirão do Tempo. Fez uma participação novamente em Malhação Casa Cheia interpretando Monique uma garota isolada que tinha uma deficiência no braço.

## Filmografia

### Televisão
| Ano       | Título                     | Personagem                                            | Notas                                 |
| --------- | -------------------------- | ----------------------------------------------------- | ------------------------------------- |
| 2009-2010 | Malhação ID                | Maria Cláudia Guimarães                               |                                       |
| 2010      | Batendo Ponto              | Júlia                                                 | Especial de fim de ano                |
| 2011      | Ribeirão do Tempo          | Dália                                                 |                                       |
| 2012      | Dercy de Verdade           | Lucy                                                  | Episódio: "13 de janeiro"             |
| 2012      | Cheias de Charme           | Dani                                                  | Participação                          |
| 2012      | Gabriela                   | Irmã de Zuleika                                       | Participação                          |
| 2013      | Zorra Total                | Pati                                                  |                                       |
| 2013      | De Volta Pra Pista         | Lica                                                  |                                       |
| 2013      | Malhação Casa Cheia        | Monique                                               |                                       |
| 2015      | Trair e Coçar É Só Começar | Melissa                                               | Episódio: "Xiiii!"                    |
| 2016      | Ribanceira                 | Dhyanna                                               |                                       |
| 2018      | Deus Salve o Rei           | Princesa que participa do chá das rainhas em Montemor | Participação "5 de fevereiro de 2018" |
| 2019      | Topissima                  | Meg                                                   | Participação especial                 |
| 2020      | Desnorteadas               | Brenda                                                |                                       |
| 2023      | Reis                       | Abital, Rainha de Israel e Judá                       | Temporadas: A Conquista / O Pecado    |

### Cinema
| Ano  | Título                               | Personagem    | Notas          |
| ---- | ------------------------------------ | ------------- | -------------- |
| 2003 | Uma Aventura pelo Universo dos Selos | Vitória       | Curta-metragem |
| 2008 | Dois perdidos numa noite suja        | Paco          | Curta-metragem |
| 2009 | 31 – Os últimos desejos do ano'      | Letícia       | Curta-metragem |
| 2009 | The Meeting                          | Recepcionista | Curta-metragem |
| 2011 | Noturno                              | Natália       | Curta-metragem |
| 2012 | Anima Sola                           | Mariana       |                |
| 2016 | Vizinhança                           | Carol         | Curta-metragem |

### Teatro
- 2002 - Auto da Compadecida
- 2006 - O Pequeno Príncipe
- 2009 - Pocahontas
- 2009 - Rocky Horror Show – o musical
- 2011 - A Megera Domada
- 2011 - O Diário de Debora
- 2012-13 - A Menina e o Vento
- 2012-13 - Conto de Verão
- 2018 - O Ateneu
- 2019 - Agosto